# Югова, Татьяна Григорьевна
Югова Татьяна Григорьевна (род. 29 августа 1952 года, Пермь, СССР) — советский и российский хореограф, балетмейстер, заслуженный работник культуры РФ, педагог, художественный руководитель образцового хореографического ансамбля «Солнышко» (г. Чайковский).

## Биография

### Детство
Татьяна Григорьевна Югова родилась 29 августа 1952 года в Перми. Отец — строитель Воткинской ГЭС, мать — воспитатель в детском саду.
Через три года, в 1955 году её семья — мать, отец, старшая сестра и младший брат переехали в рабочий поселок Чайковский Пермской области, ныне город Чайковский Пермский край.
В 1957 году, когда Тане было 5 лет, она поступила в танцевальную студию вновь открывшегося ДК «Гидростроитель», руководителем которой была Нина Васильевна Некрасова. Танцевальная студия участвовала в концертах самодеятельности, а позднее (с 1960г) и в спектаклях режиссёра и руководителя народного театра Марии Никифоровны Тихоновец «Снежная королева», «Двенадцать месяцев» и др.. После Н. В. Некрасовой руководителем танцевальной студии стал Юрий Васильевич Беляев.

### Начало карьеры
Ещё учась в школе, в 8 классе Таня начала проводить уроки хореографии для гимнастов в спортивной школе города Чайковского. (Примеч.: с этой спортивной школой Татьяна Югова сотрудничала долгие годы: и во время учёбы в училище, приезжая на каникулы, и во время работы в ДК «Текстильщик» и ДК «Гидростроитель»). После окончания школы Татьяна поступила в Пермское культпросвет училище. После окончания училища, вернулась в город Чайковский стала руководителем хореографической студии в ДК «Текстильщик». В репертуаре студии были хореографические постановки на основе классического танца. Ученики студии исполняли не только известные вариации из балетов, но и постановки своего молодого педагога Татьяны Юговой, среди которых: «Русский танец» из балета «Лебединое озеро» и хореографическая миниатюра «Подснежник» на музыку П. И. Чайковского, которые в 1978 году были удостоены премии лауреата на I фестивале музыкального искусства детей и юношества Пермской области, проведенном по инициативе известного композитора Д. Б. Кабалевского, который и открыл его, положив тем самым начало традиции.
Также в период работы в ДК «Текстильщик» был поставлен одноактный балет «Муха Цокотуха» и хореографическая миниатюра «Матрешки». Обе постановки были долгое время в репертуаре коллектива, а позднее получили вторую жизнь в новых работах Татьяны Юговой в репертуаре образцового хореографического ансамбля «Солнышко»: балет «Муха-Цокотуха» на музыку Йозефа Байера (1993г) и «Русские матрешечки» (2008г).

### Творчество с 1980г по 1999г

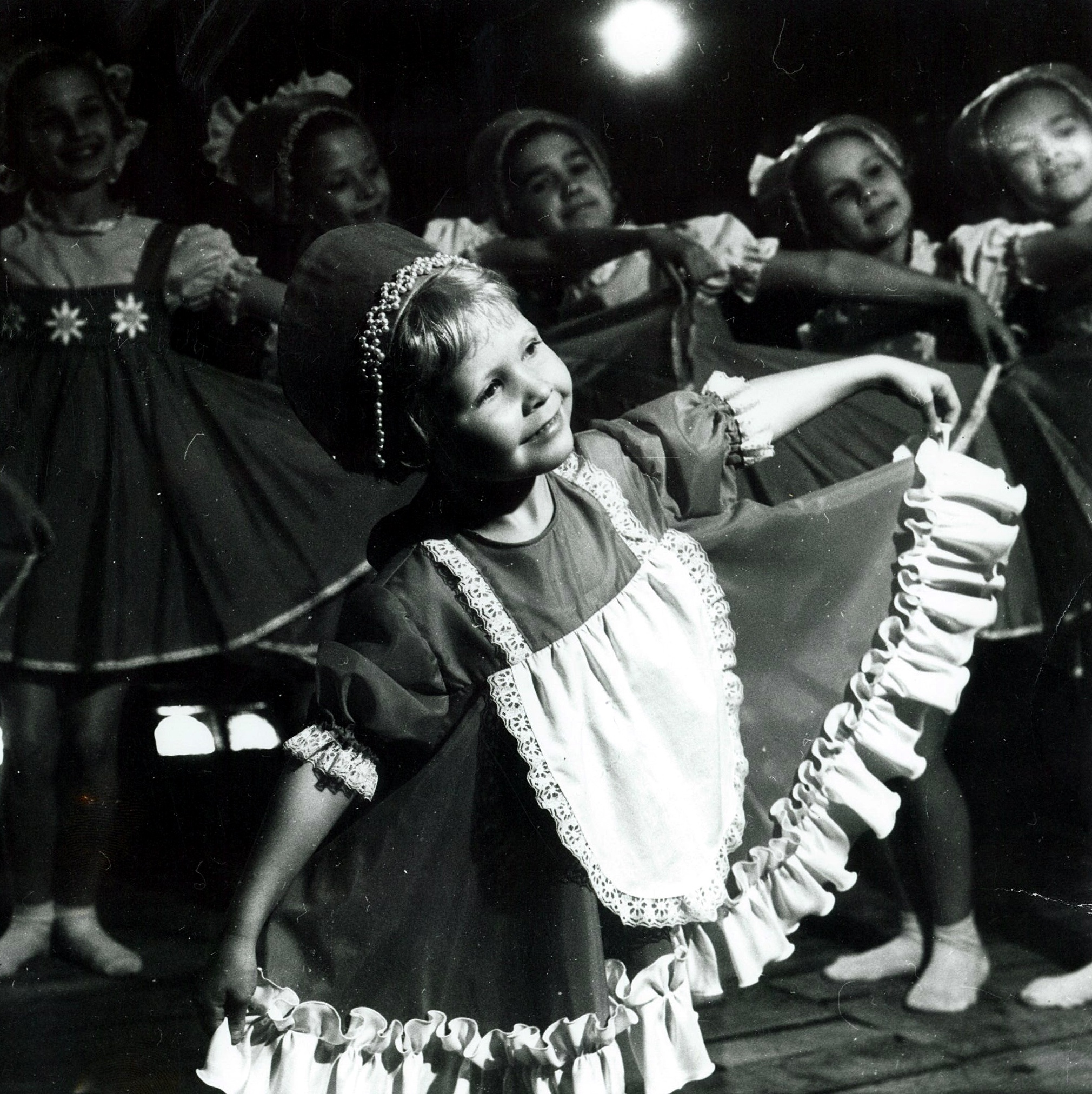
«Матрешки» в 1989г

В 1980 году Татьяна Югова начала работу в ДК «Гидростроитель» (ныне КСЦ «Газпром трансгаз Чайковский»), став руководителем хореографического ансамбля «Солнышко», которому в 1991 году было присвоено звание «Образцовый хореографический коллектив». В этот период расширяется репертуар коллектива. Создается большое количество постановок для детей, в том числе хореографическая сюита «Сказка за сказкой» (1983г) по мотивам известных детских сказок и мультфильмов, спектакль «Незнайка с нашего двора» (1990г) на музыку Марка Минкова. Сохраняется классический репертуар, новую жизнь получает балет «Муха-Цокотуха» (1993г) на музыку Йозефа Байера, удостоенный премии лауреата I степени на V фестивале музыкального искусства детей и юношества Пермской области. Также ставятся творческие эксперименты — постановки на библейские темы на основе свободной пластики — балет «И был вечер, и было утро…» (1997г), хореографическая миниатюра «Вера, надежда, любовь» (1997г) — удостоенные премии лауреата на VI фестивале музыкального искусства детей и юношества Пермской области.

### Творчество с 1999 по 2002г

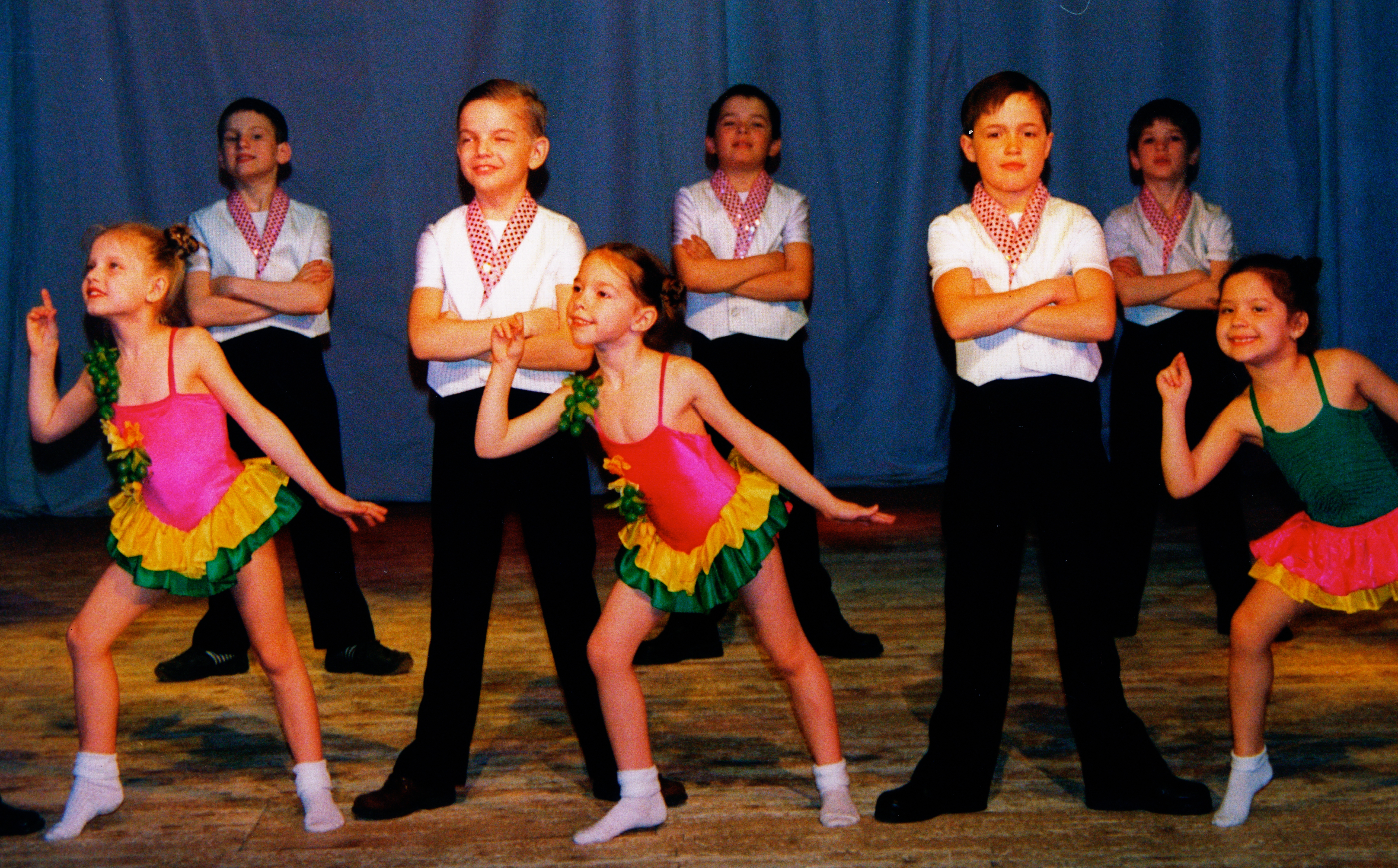
Воспитанники Т. Г. Юговой в 2001г

В это время коллектив Татьяны Юговой выходит на новый уровень, становится лауреатом международных и всероссийских фестивалей и конкурсов, таких как международный фестиваль-конкурс детского и юношеского творчества «Музыкальная радуга» (г. Волгоград, 2001 г.), международный фестиваль хореографического искусства «Адмиралтейская капель» (г. Санкт-Петербург, 2003 г. и 2006г) В это время появляются новые направления в творчестве.
Так в 1999 году, на базе образцового хореографического ансамбля «Солнышко» был создан шоу-балет «Вертикаль» под руководством Ольги Юговой — старшей дочери Татьяны Григорьевны. Участники шоу-балета успешно воплощали свои первые творческие проекты, которые принесли коллективу признание, и сделали серьёзную заявку на будущее.
Также в 1999 году на базе коллектива «Солнышко» был создан Театр моды, который сотрудничал с модельерами и участвовал в международном фестивале-конкурсе детского и юношеского творчества «Музыкальная радуга» (г. Волгоград, 2001 г.) с показом коллекций «Лето цвета карамели», «Интернет», «Школьная форма», «Lady style», хореографию для показа создавала Татьяна Югова.

### Творчество после 2002 года
В 2002 году Юговой Татьяне Григорьевне указом Президента РФ от 15.04.2002 N 390 присвоено звание «Заслуженный работник культуры Российской Федерации». Основной вклад в культуру Татьяны Юговой заключается в развитии детской хореографии, разработке авторских методик занятий хореографией с 3 лет, воспитании многих поколений воспитанников, многие из которых связали в дальнейшем свою жизнь с искусством и культурой России.
Продолжает развиваться и хореографический ансамбль «Солнышко». В подготовительных группах коллектива по современной авторской методике обучаются более 150 детей от трех до шестнадцати лет. При постановке концертных программ в коллективе широко поощряется творческая инициатива участников ансамбля, что позволяет юным артистам ещё ярче раскрыть в танце свой богатый внутренний мир. С постановками Татьяны Юговой «В театре марионеток» и «Сыр, мыши, джаз» он становится финалистом телевизионной программы «Утренняя звезда» г.(Москва, 2002г). За весь творческий период ансамблем выпущено более ста танцевальных произведений, созданы яркие программы с участием солистов вокальных коллективов. Хореографическая сюита «Чаплин вернулся» (хореограф-постановщик Югова Т. Г.) удостоена Гран-при корпоративного фестиваля самодеятельных коллективов и исполнителей обществ и организаций «Факел» ОАО «Газпром» в 2007 г. А постановки «Русские матрешечки», «Нам хочется гулять» и «Funny Style» — звание лауреата I степени в 2009 (г.Екатеринбург), 2011 (г.Томск), 2013 (г.Витебск), 2014 (г.Ханты-Мансийск) .
К 2008 г. шоу-балет «Вертикаль» вышел на более высокий творческий уровень — хореографические постановки стали театральными, и ансамбль получил новое название: Театр современного танца «Вертикаль». Мастерство коллектива заслужило высокие оценки на фестивалях и конкурсах различного уровня. В ансамбле занимаются девушки и юноши в возрасте от 14 лет и старше. Основным направлением в творчестве коллектива является освоение эстрадной хореографии, стиля джаз-модерн, классического танца, акробатики. Все это позволяет участникам ансамбля по-новому раскрыть свои художественные задатки и постичь удивительный мир искусства современного танца. Коллектив является лауреатом корпоративного фестиваля самодеятельных коллективов и исполнителей «Факел» ОАО «Газпром» в Югорске (2005), Геленджике (2007), в 2009 г. хореографическая композиция «Мир дому твоему» удостоилась Гран-при фестиваля, в 2011 г. — диплом лауреата 1-й степени за хореографическую композицию «Не отрекаются любя» (балетмейстер Югова Татьяна), в Сургуте (2007), Екатеринбурге(2009), Томске(2011).
С 2008 года началась творческая дружба с композитором Евгением Крылатовым и Юрием Энтиным, музыку которых Татьяна Югова неоднократно использовала в своих постановках для детей. Е.Крылатов и Ю.Энтин неоднократно приезжалив г. Чайковский для творческих встреч с коллективами Пермского края. На одном из таких концертов Е.Крылатов увидел на свою музыку постановку Татьяны Юговой «Воспоминание о любви», с тех пор «Воспоминание о любви» неоднократный участник творческих вечеров и бенефисов Евгения Крылатова. А 17 ноября 2009 года «Солнышко» пригласили на праздничный концерт в честь 75-летнего юбилея мэтра, который проходил в Московском академическом музыкальном театре имени К. С. Станиславского и Вл. И.Немировича-Данченко.
«Недавно у меня был юбилей, и было очень приятно, что в праздничном концерте по случаю моего 75-летия принимал участие танцевальный коллектив из Чайковского „Солнышко“. Они не в первый раз приезжают на мои концерты, и мы за последние годы очень с ними сдружились», — сказал композитор Евгений Крылатов во время своего очередного визита в г. Чайковский с Юрием Энтиным.
Многочисленные творческие успехи позволили воспитанникам Татьяны Юговой представлять Россию на Первом (Авиньон, Франция, 2010), Втором (Сеговия, Испания, 2011) и Третьем (Бонн, Германия, 2012) Международном детском форуме «Этот мир — наш!».
В феврале 2013 года «Солнышко» и «Вертикаль» стали участниками праздничного концерта в Кремле, посвященного 20-летию ОАО «Газпром».
В мае 2013 года ученики Татьяны Юговой стали участниками международного проекта «Футбол для дружбы». Этот проект, проходящий под патронажем легендарного футболиста и тренера Франца Беккенбауэра, призван через увлечение спортом привить молодому поколению такие ценности как уважение к другим культурам и национальностям, равенство, а также интерес к здоровому образу жизни. В ходе форума ребята встретились с мировыми футбольными звездами, стали зрителями финального матча Лиги Чемпионов УЕФА 2012/2013, а также участниками форума, где обсуждали важнейшие ценности проекта «Футбол для дружбы» — детское сотрудничество, спорт, культуру и здоровый образ жизни.

## Семья
- Муж — Югов Владимир Валентинович
- Дети:
  - Югова Ольга Владимировна (1973г) — хореограф-постановщик, художник по костюмам, художественный руководитель театра танца «Вертикаль». Окончила факультет народно-художественного творчества в Челябинском Государственном Педагогическом Университете.
  - Югова Анна Владимировна (1978г) — концертмейстер образцового хореографического ансамбля «Солнышко», педагог-психолог, автор методики развития настойчивости у детей средствами хореографии. Окончила Чайковское музыкальное училище по классу теории музыки и факультет Педагогики и педагогической психологии в Удмуртском Государственном Университете.
  - Югова Екатерина Владимировна (1982г) — педагог-хореограф, генеральный директор школы универсальных артистов "Город талантливых людей" (J-TOWN), г. Екатеринбург. Бакалавр журналистики по специальности менеджмент, маркетинг, реклама в СМИ и учреждениях культуры Уральского Федерального Университета. Магистр педагогики по специальности педагогика хореографии Уральского Педагогического университета.

## Постановки
- В период работы в хореографической студии ДК «Текстильщик»
  - «Полонез» (1974г)
  - «Танец с зонтиками» (1976г)
  - Одноактный балет «Муха-Цокотуха» (1977г)
  - Хореографическая миниатюра «Подснежник» на музыку П. И. Чайковского(1977г)
  - «Русский танец» из балета «Лебединое озеро» (1977г)
  - «Дюймовочка» (1978г)
  - «Танец утят» (1978г)
  - Хореографическая миниатюра «Матрешки» (1979г)
- В период работы в ДК «Гидростроитель»(ныне КСЦ «Газпром трансгаз Чайковский»)
  - Хореографическая сюита «Сказка за сказкой» (1983г), состоящая из миниатюр: «Золушка», «Белоснежка и семь гномов», «Мальвина и буратино», «Танец утят», «Игрушки», «Баба-Яга».
  - «Голубь мира» (1984г)
  - «Выходили красны девицы» (1985г)
  - «Вепский танец» (1986г)
  - «Венгерский танец» (1986г)
  - «Оглядки» (1986г)
  - «Калинка» (1987г)
  - «Элегия» (1989г)
  - «Серенький козлик» (1990г)
  - Спектакль «Незнайка с нашего двора», муз. Марка Минкова (1990г)
  - Одноактный балет «Муха-Цокотуха», муз. Йозефа Байера (1993г)
  - «Обреченная»(1995г)
  - Балет «И был вечер, и было утро…» (1997г)
  - Хореографическая миниатюра «Вера, надежда, любовь» (1997г)
  - «В театре марионеток» (2000г)
  - «Сыр, мыши, джаз» (2001г)
  - «Нотр Дам де Пари» (2001г)
  - Хореография для коллекций театра моды «Лето цвета карамели», «Lady Style», «Школьная форма», «Интернет» (2001г)
  - «Спокойной ночи, малыши» (2003г)
  - «Воспоминание о любви», муз. Е.Крылатова (2005г)
  - Хореографическая сюита «Чаплин вернулся» (2007г)
  - «Русские матрешечки» (2009г)
  - «Мир дому твоему», в соавторстве с Юговой Ольгой (2009г)
  - «Не отрекаются любя», в соавторстве с Юговой Ольгой (2011г)
  - «Нам хочется гулять» (2011г)
  - «Что я за птица?» (2011г)
  - «Это все…», в соавторстве с Юговой Ольгой (2013г)
  - «Funny Style» (2013г)
  - «В горнице» (2013г)